# Farwell, Minnesota
Farwell là một thành phố thuộc quận Pope, tiểu bang Minnesota, Hoa Kỳ. Năm 2010, dân số của thành phố này là 51 người.

## Dân số
- Dân số năm 2000: 57 người.
- Dân số năm 2010: 51 người.